# Rețea de mobilitate academică
O rețea de mobilitate academică este o asociație informală de universități și programe guvernamentale educaționale care încurajează schimbul internațional al studenților din învățământul superior (mobilitate academică).

## Origine
Elevii care aleg să studieze în străinătate (elevii internaționali) își propun să-și îmbunătățească propriul statut social și economic, alegând să studieze într-o națiune cu sisteme educaționale mai bune decât ale lor. Aceasta creează o mișcarea de  elevii de obicei de la sud la nord și de la est la vest. Se anticipează că cetățenii țărilor asiatice, în special India și China, vor reprezenta o parte din ce în ce mai mare a populației globale internaționale de studenți . 
Numărul total al studenților înscriși în învățământul terțiar în străinătate (studenți internaționali) a crescut de la 1,3 milioane în 1990, la 2 milioane în 2000, la peste 3 milioane în 2010 și la 4,3 milioane în 2011.   Criza financiară globală nu a scăzut aceste cifre. 
Formarea rețelelor de mobilitate academică poate fi explicată prin schimbări în sistemele de educație. Guvernele unor țări au alocat fonduri pentru a îmbunătăți educația terțiară pentru studenții internaționali. Pentru unele țări, prezența studenților internaționali reprezintă un indicator al calității sistemului lor de învățământ. Studenții internaționali contribuie la economie țării lor de studiu.
În 2011, țările OECD găzduiau șaptezeci la sută din studenții internaționali. În cadrul OCDE, aproape jumătate dintre studenții internaționali au fost înscriși într-una dintre primele cinci destinații de studii terțiar. Acestea erau Statele Unite (17%), Marea Britanie (13%), Australia (6%), Germania (6%) și Franța (6%). Studenții internaționali preferă să studieze în țările vorbitoare de limba engleză. Domeniile populare de studiu sunt științele sociale, afacerile și dreptul. Treizeci la sută dintre studenții internaționali au studiat în aceste domenii în 2011. 

## Funcție
Rețelele de mobilitate academică urmăresc să ajute elevii prin oferirea diversității culturale și sociale, încurajând adaptabilitatea și gândirea independentă, permițându-le să-și îmbunătățească cunoștințele despre o limbă străină și să-și extindă rețeaua profesională. Prin aducerea studenților internaționali, rețeaua poate oferi instituțiilor de învățământ o sursă de venituri și poate contribui la economia națiunii.
De exemplu, în Canada, cheltuielile internaționale pentru studenți, în ceea ce privește cheltuielile de școlarizare, și cazare, au contribuit cu mai mult de 8 miliarde CAD la economie în 2010.  Studenții internaționali au, de asemenea, un efect economic pe termen lung. În anul 2008-2009, rata de ședere în țările OCDE a fost de 25%. În Australia, Canada, Republica Chequia și Franța, rata a fost mai mare de 30% .  În 2005, 27% dintre studenții internaționali dintr-un stat membru al Uniunii Europene au fost angajați în Marea Britanie la șase luni de la absolvire. În Norvegia, 18% dintre studenții din afara Spațiului Economic European (SEE) care studiau între 1991 și 2005 au rămas în țară; Numărul corespunzător pentru studenții SEE a fost de opt la sută. 

## Statele Unite
În Statele Unite, programele de schimb educaționale sunt gestionate de către Biroul general al Educaționale și Afacerilor Culturale. Sistemul de învățământ terțiar Consta de mii de colegii și universități. Diversitatea în școli și subiecte Oferă alegerea studenților internaționali. 
După atacul terorist din septembrie 2001 International Student care erau inscrisi in Statele Unite a scazut pentru prima data in 30 de ani. A fost mai dificil sa obține
visa. Alte țări au concurat pentru inscrierile studențești internaționale și sentimentul anti-american a crescut.  

## Europa
Procesul de la Bologna este o inițiativă europeană de promovare a mobilității studențești internaționale. Programul Erasmus a susținut schimburile studenților europeni încă din 1987. În 1987, aproximativ 3.000 de studenți sau beneficiat de burse de studii pentru o perioadă de 6 până la 12 luni la o universitate gazdă a altui din cele douăsprezece state membre europene. În 2012, bugetul pentru programul Erasmus era de 129,1 miliarde de euro.